# Return of Saturn
Return of Saturn è il quarto album in studio del gruppo musicale statunitense No Doubt, pubblicato l'11 aprile 2000 dalla Interscope Records, Trauma Records.

## Descrizione
Si tratta del primo album che la band ha realizzato come quartetto. Infatti il tastierista Eric Stefani, che aveva lasciato il gruppo già nel 1994, aveva partecipato sia all'album The Beacon Street Collection (1995), che a Tragic Kingdom (1995), l'album che consacrò i No Doubt a livello planetario.
L'avvio delle registrazioni dell'album si tennero dopo che la band aveva portato in tutto il mondo Tragic Kingdom con una serie di concerti. Il lavoro si fece più duro del previsto, dal momento che ci furono circa due anni di transizione dall'inizio delle registrazioni, dovuti ad alcuni problemi interni al gruppo e ad altre difficoltà con l'etichetta. Infatti il precedente produttore Matthew Wilder decise di non collaborare più con i No Doubt, che furono costretti a spostarsi a New York per contattare Michael Beinhorn. Anche questi però ebbe dei disguidi con l'etichetta e quindi la band si affidò a Glen Ballard, già produttore di Alanis Morissette.
La band decise di fermare nuovamente le registrazioni nel mese di luglio del 1999, dal momento che ci furono altre divergenze con l'etichetta Interscope Records. Questa infatti si raccomandò di scrivere dei pezzi quanto più commerciali possibili, e ciò divise i membri della band, con Dumont e Young che erano restii a fidarsi ancora della Interscope. Dopo una pausa, Gwen Stefani inviò a Dumont una "richiesta di pace", rappresentata da una demo con alcuni pezzi, e quindi il tutto rientrò e la band continuò a lavorare sui pezzi che avrebbero composto Return of Saturn.
La copertina del disco è rappresentata da una fotografia del gruppo realizzata da David LaChapelle.
Il titolo dell'album deriva dal fatto che l'orbita di Saturno copre un arco temporale di 29,4 anni e, nel periodo in cui si stava lavorando sull'album, la cantante Gwen Stefani, che stava scrivendo i pezzi, aveva proprio tale età, che secondo l'astrologia per il segno zodiacale di Gwen, equivaleva ad un periodo di auto-valutazione.

## Singoli estratti
Il disco fu anticipato dalla pubblicazione del singolo New, avvenuta il 31 maggio del 1999. Il singolo fu prodotto da Jerry Harrison, membro dei Talking Heads, e inserito nella colonna sonora del film di Doug Liman scritto da John August Go - Una notte da dimenticare (1999).
Il 2 maggio 2000 fu pubblicato come singolo il brano Ex-Girlfriend. Il 13 giugno dello stesso anno fu pubblicato Simple Kind of Life, seguito, il 14 novembre, da Bathwater.

## Accoglienza
| Recensione           | Giudizio |
| -------------------- | -------- |
| AllMusic             |          |
| Entertainment Weekly | B        |
| NME                  |          |
| Rolling Stone        |          |

No Doubt ha ottenuto recensioni positive da parte dei critici musicali. Su Metacritic, sito che assegna un punteggio normalizzato su 100 in base a critiche selezionate, l'album ha ottenuto un punteggio medio di 68 basato su sedici recensioni.

## Tracce
1. Ex-Girlfriend – 3:32 (Gwen Stefani, Tom Dumont, Tony Kanal)
2. Simple Kind of Life – 4:16 (Gwen Stefani)
3. Bathwater – 4:02 (Gwen Stefani, Tom Dumont, Tony Kanal)
4. Six Feet Under – 2:28 (Gwen Stefani, Tony Kanal)
5. Magic's in the Makeup – 4:21 (Gwen Stefani, Tom Dumont)
6. Artificial Sweetener – 3:54 (Gwen Stefani, Tom Dumont, Tony Kanal)
7. Marry Me – 4:38 (Gwen Stefani, Tony Kanal)
8. New – 4:26 (Gwen Stefani, Tom Dumont)
9. Too Late – 4:16 (Gwen Stefani, Tom Dumont, Tony Kanal)
10. Comforting Lie – 2:52 (Gwen Stefani, Tom Dumont, Tony Kanal)
11. Suspension Without Suspense – 4:10 (Gwen Stefani)
12. Staring Problem – 2:43 (Gwen Stefani, Tony Kanal, Eric Stefani)
13. Home Now – 4:34 (Gwen Stefani, Tom Dumont, Tony Kanal)
14. Dark Blue – 10:30 (Gwen Stefani) – contiene la traccia nascosta Too Late (Instrumental)

Bonus track internazionale
1. Big Distraction – 9:30 (Gwen Stefani, Tom Dumont) – contiene la traccia nascosta Too Late (Instrumental)

Bonus track per il Giappone
1. Big Distraction – 3:34 (Gwen Stefani, Tom Dumont)
2. Full Circle – 9:12 (Gwen Stefani, Tom Dumont, Tony Kanal) – contiene la traccia nascosta Too Late (Instrumental)

## Formazione

### Gruppo
- Gwen Stefani – voce
- Tom Dumont – chitarra
- Tony Kanal – basso
- Adrian Young – batteria, percussioni

### Altri musicisti
- Stephen Bradley – trombone, tromba, tastiere
- Mike Garson – piano
- Gabrial McNair – sintetizzatore, piano, trombone, tastiere
- Theo Mondle – tabla

## Classifiche

### Classifiche settimanali
| Classifiche (2000) | Posizione massima |
| ------------------ | ----------------- |
| Australia          | 11                |
| Austria            | 18                |
| Belgio (Fiandre)   | 44                |
| Belgio (Vallonia)  | 45                |
| Canada             | 4                 |
| Finlandia          | 5                 |
| Francia            | 21                |
| Germania           | 5                 |
| Giappone           | 18                |
| Irlanda            | 52                |
| Norvegia           | 35                |
| Nuova Zelanda      | 14                |
| Paesi Bassi        | 24                |
| Regno Unito        | 31                |
| Stati Uniti        | 2                 |
| Svezia             | 7                 |
| Svizzera           | 8                 |

### Classifiche di fine anno
| Classifica (2000) | Posizione |
| ----------------- | --------- |
| Stati Uniti       | 73        |